# Dan Niebuhr
Dan Niebuhr (ur. 24 października 1966) – amerykański zapaśnik walczący w obu stylach. Drugi w Pucharze Świata w 1993 i czwarty w 1996 roku.
Zawodnik Madison East High School z Madison i Fresno State, a potem Oklahoma State University. Zajął siódme miejsce w All American w NCAA Division I w 1989 roku.